# مارغريت إيدا بالفور
مارغريت إيدا بالفور(بالإنجليزية: Margaret Ida Balfour)‏،(ولدت عام 1866 في الحادي والعشرين من نيسان، وتوفيت في الأول من كانون الأول سنة 1945). هي طبيبة إسكتلندية ومناصرة لقضايا المرأة الصحية، قامت بالكثير من الإنجازات والتطويرات الطبية البارزة في الهند. أثمرت كتاباتها في بداية القرن العشرين حيث لفتت انتباه الكثيرين حول الاحتياجات الصحية للنساء والأطفال في الهند وإفريقيا، وللبيئة الغير صحية التي يعيشون بها.

## حياتها المبكرة
ولدت ماغريت بالفور ابنة المحاسب الأسكتلندي والذي يدعى روبرت بالفور (1818- 1869) ومن أم فرنسية (غرايس بلايكي)(1820-1891) في أدنبرة عام 1866. ودرست في كلية أدنبرة الطبية للنساءتحت إشراف سوفيا جيكس-بلاك وأصبحت طبيبة مؤهلة عام 1891. قضت سنة في العمل مع دكتورة (أني) ماكال في مستشفى كلافام للأمومة في جنوب لندن بعد تخرجها، قبل أن تنتقل إلى الهند عام 1892. 

### مهنتها في الهند
وظيفتها الأولى في الهند كانت مديرة لمستشفى زينانا في لودهيانا، حيث تم إنشاء كلية طبية لنساء بعد سنتين من وصولها، وقد قضت 18 عاما في عملها كطبيبة مشرفة أولاً في مستشفى دوفيرين في ناهان حيث عملت به حتى عام 1902 وبعدها انتقلت إلى مستشفى دوفيرين في باتيالا حيث استمرت بالعمل هناك حتى عام 1914. 
ساعدها عملها الناجح كمشرفة في الحصول على وظيفتها كمفتش عام للمستشفيات المدنية في البنجاب سنة 1914. وبعد سنتين أصبحت رئيسة إدارة الخدمات الطبية المشكلة حديثاً للخدمات الطبية للمرأة وقد شغرت هذا المنصب حتى عام 1924 . وفي نفس الوقت عملت لمدة ثمان سنوات كسكرتيرة مساعدة للكونتيسة دوفيرين فوند في دلهي وسليما وهي منظمة تم إنشائها لرفع مستوى التعليم الطبي للنساء في الهند. وكتقدير لعملها منحت جائزة كايسار –أي- وسام الهند للخدمة العامة سنة 1920 في الهند.
عادت مارغريت من عملها في الهند إلى بريطانيا عام 1924 حيث تلقت وسام القائد الأكثر من ممتاز في الإمبراطورية البريطانية. واستمرت بالعمل نيابة عن النساء الهنديات واستمرت في النادي لتوظيف المزيد من الطببيبات في الهند.

### تقاعدها
وبالرغم من تمركز عملها في بريطانيا إلا أنها ذهبت في زيارات للهند بخصوص علاقتها في أبحاث فقر الدم الاستوائي التي عملت عليه مع الدكتورة لوسي والز. وفي عام 1929، نشرت مع روثي يونق العمل الطبي للنساء في الهند وكان يتحدث عن التاريخ الطبي لنساء في الهند.  وفي نفس العام أصبحت زميلة في  الكلية الملكية لأطباء التوليد وأمراض النساء. وفي 1930، نشرت نتائج تحقيقاتها في ظروف الأمومة للأمهات العاملات في الطاحونات في بومباي وأصحبت إحدى الأعضاء المؤسسين للاتحاد الطبي للمرأة لما وراء البحر. وأصبحت مهتمة في مشاكل الأمومة في بريطانيا عام 1930 ونشرت الأمومة في أماكن خاصة في دورهام وتينسيد مع جوان كاثيرين دروري عام 1935 ودراسة التأثير على الأم والطفل والفائدة أثناء الحمل وذلك عام 1938.
وخلال الحرب العالمية الثانية أصبحت ضابط طبية APR وعضو في المجلس القومي للمرأة.